# 三星Galaxy Ace 2
Samsung Galaxy Ace 2是韓國三星電子於2012年推出的一款中階智慧型手機，為Samsung Galaxy Ace的第二代機種，與第一代的外型設計有些不同，硬體方面則是全面升級。